# Dead Space 2
Dead Space 2 (En español Espacio Muerto 2) es un videojuego de horror de supervivencia de disparos en tercera persona secuela de Dead Space, desarrollado por Visceral Games y publicado por Electronic Arts para Xbox 360, PC y PlayStation 3. Situado tres años después de los acontecimientos del primer Dead Space, el juego sigue la lucha del protagonista Isaac Clarke contra un nuevo brote de necromorfos en Sprawl, una estación espacial sobre la luna más grande de Saturno, Titán, sin embargo la lucha de Isaac no se limita solamente a detener a los Necromorfos, sino también para salvarse a sí mismo de una demencia mortal. A diferencia de su predecesor, Dead Space 2 tiene un modo multijugador, donde se puede enfrentar a los personajes humanos contra necromorfos a través de la estación Sprawl. Este se publicó el 25 de enero de 2011 en los Estados Unidos y el 27 en Europa. El juego cuenta con una secuela, Dead Space 3, que se lanzó en febrero de 2013.
La preproducción comenzó en 2008, inmediatamente después del lanzamiento del Dead Space original. La historia, además de construir y expandir la tradición de la serie, se centró en el deterioro del estado mental de Isaac, con canciones infantiles clásicas que se utilizan como motivos que juegan con la narrativa y las visiones de Isaac. La jugabilidad se ajustó en función de los comentarios de los jugadores y la experiencia del equipo, además de hacerla más rápida y tener elementos de acción más abiertos. El modo multijugador se incluyó como un modo separado basado tanto en los comentarios de los fanáticos como en las solicitudes de Electronic Arts.
Anunciado en 2010, Dead Space 2 recibió una extensa campaña de marketing por parte de su editor. Se complementó con varios otros proyectos multimedia, incluida la novela Dead Space: Martyr, la película animada Dead Space: Aftermath, el juego derivado Dead Space Ignition y una precuela móvil. En marzo de 2011 se lanzó una expansión de contenido descargable, subtitulada Severed, que siguió a los personajes del spin-off Dead Space: Extraction.
Dead Space 2 recibió elogios de la crítica. Las reseñas del juego elogiaron su jugabilidad, narrativa, atmósfera, gráficos y diseño de audio y niveles, y muchos lo calificaron de superior al Dead Space original. El juego vendió 2 millones de copias durante su primera semana, pero según entrevistas posteriores con los desarrolladores, Electronic Arts se sintió decepcionado con su rendimiento comercial. Una secuela directa, Dead Space 3, fue lanzada en 2013.

## Argumento
El juego inicia con una secuencia a modo de introducción en la que se muestran los hechos que acontecieron en el primer juego, Dead Space, exponiendo los motivos por los que el protagonista está en ese lugar y en ese instante en el tiempo. La historia se sitúa tres años después de Dead Space, con el protagonista viajando a la deriva por el espacio tras escapar del infierno de Aegis VII, siendo finalmente rescatado e internado en «El Eje», una enorme ciudad situada sobre la superficie de Titán (una de las lunas de Saturno). En ese lugar y apartado del resto de la colonia existe una zona conocida como «Sector Gubernamental» donde se ha estado desarrollando en secreto un oscuro proyecto que pretende aprovechar la nueva tecnología alienígena descubierta en Aegis VII para convertirla en una terrible arma. Sin saberlo, Isaac Clarke formará parte de ese proyecto al contener en su mente las claves para construir una nueva Efigie. Sin embargo, algo ha ocurrido y se ha desatado el caos en las instalaciones. Tras ser despertado bruscamente en un hospital por el atemorizado ingeniero «Frannco Delille» (de la precuela Dead Space: Ignition) tomaremos el control de nuestro protagonista quien maniatado por una camisa de fuerza, confuso y desorientado por graves lapsus de memoria, iniciará a la desesperada una huida en medio del nuevo infierno que se ha generado ante él. 
Desde ese momento Isaac se ve una vez más envuelto en un enfrentamiento directo con los necromorfos, sin embargo, esta vez estos seres infernales no serán su única amenaza ya que también tendrá que luchar contra fuerzas militares que lo persiguen por razones aún desconocidas para él. Debido a los graves trastornos a raíz del drama vivido en Dead Space, la mente de Isaac debe hacer frente a los fantasmas del pasado que le perseguirán en forma de visiones sobre Nicole y los terribles episodios ocurridos en la USG Ishimura. Conforme la historia avance, Isaac irá encajando las piezas del rompecabezas y descubrirá la terrible realidad que ocultan esas instalaciones así como los motivos por los cuales está ahí. Si en un principio nuestro objetivo es sencillamente escapar, no tardaremos en cambiar nuestras prioridades y en marcarnos un objetivo único, destruir el proyecto que se esconde en ese lugar. A pesar de que desde un principio todo parece estar en nuestra contra, Isaac se cruza con otra superviviente, Ellie Langford, quien pese a su hostilidad inicial nos proporciona una ayuda que resulta providencial. Sin embargo, Ellie no será nuestra única compañía humana a lo largo de la historia. En nuestro camino nos encontraremos con otros supervivientes que parecen compartir nuestros mismos objetivos.

### Resumen de la trama
Tres años después del segundo incidente de Aegis VII. Isaac Clarke, el único sobreviviente de la tripulación de la USG-Kellion y los sucesos acontecidos tanto en el interior de la USG Ishimura como en la colonia del planeta antes mencionado, fue rescatado por el gobierno de la Tierra y puesto en secreto al interior de la sección psiquiátrica de la zona de hospitales de la Estación Titán, apodada El Eje debido a que fue construida sobre los restos de una de las lunas de Saturno en nuestro sistema solar. Isaac es continuamente interrogado sobre lo ocurrido allí, pero sospechosamente no recuerda nada de lo sucedido. En cambio, su mente ha sido contaminada con violentas alucinaciones de su novia Nicole Brennan quien optó por suicidarse antes que ser asesinada por los Necromorfos que infestaron la Ishimura. Esto se debe a que mientras se encontraba allí, Isaac se expuso a la influencia de la Efigie roja que desató el terror en Aegis VII y en la nave minera siendo esta la razón por la cual fue retenido en la Estación Espacial, para que experimenten con su cerebro a fin de extraer los códigos que contienen los datos necesarios para crear una Efigie.
Mientras Isaac se encontraba encerrado en su habitación, de repente es liberado de su confinamiento por el ingeniero Franco Delille ya que de manera inesperada, la estación sufre un nuevo brote de Necromorfos. Sin tiempo para explicar, Franco le pide que confíe en él y procede a liberarlo. Pero cuando iba a quitarle la camisa de fuerza que lo sujetaba, Franco es asesinado por un Infector (Necromorfo que transmite la infección a los cadáveres) y se convierte en un Slasher. Como puede, Isaac trata de escapar de la locura que se desató en la sección psiquiátrica producto de los Necromorfos que están atacando la estación. 
Encontrando una posible ruta de escape, Isaac es atacado sorpresivamente por uno de los científicos del hospital de nombre Foster Edgars quien lo amenaza con un escalpelo; este científico quien aparentemente sufre de un desequilibrio mental opta por liberar a Isaac y le proporciona algunos objetos para poder seguir avanzando, pero repentinamente y sin que Isaac lo evite, el doctor Edgars se suicida cortándose el cuello con el escalpelo. 
A medida que avanza, Isaac es contactado por una mujer llamada Daina Le Guin quien le indica que ella y su grupo fueron los que orquestaron la fuga de su confinamiento y por esa razón ella envió a Franco a liberarlo. Daina le pide a Isaac que confíe en ellos ya que el personal de la Estación espacial quiere asesinarlo a él y a todos los involucrados en los experimentos científicos que se realizaban en secreto en la Estación. Siendo esa orden suministrada por Hans Tiedemann, quien es el hombre asignado por el gobierno de la Tierra para supervisar las actividades dentro de la Estación espacial y de mantener en secreto los experimentos científicos que se realizaban allí. Daina también advierte a Isaac que su vida corre peligro debido al deterioro de sus facultades mentales, pues al exponerse a la Efigie roja durante su estancia en la nave USG Ishimura y en la colonia de Aegis VII, su mente ya se encuentra contaminada con un peligroso estado de demencia, que se manifiesta con alucinaciones cada vez más violentas inducidas por la estructura alienígena, que en su caso tienen como tema principal a Nicole. Daina le indica a Isaac que si está dispuesto a escucharla le permitirá buscar una cura para la influencia de la Efigie. Isaac con cierta desconfianza accede a seguir sus instrucciones, comenzando a seguir por las diferentes ubicaciones proporcionadas por Daina. Durante el recorrido, Clarke conoce al científico Nolan Stross, un paciente que era compañero de Isaac y que al igual que el ingeniero, también fue infectado por la Efigie roja, razón por la cual estaba retenido en la sección psiquiátrica de El Eje junto con Isaac para que experimentaran con él. Stross le indica a Isaac que en las instalaciones, hay una copia de la Efigie creada por el gobierno la cual está causando el brote Necromorfo en la estación y que debe ser destruida.
Sin embargo Isaac desconfía de las palabras de Stross ya que puede notar que está bastante tocado psicológicamente por la exposición a la Efigie además de ser advertido por Daina de que Stross es un lunático y un asesino por lo que, tras luchar contra varios Necromorfos y seguir las instrucciones de Daina, llega finalmente a donde ella está; sin embargo, para sorpresa de Isaac, el lugar al que Daina le dijo que se dirigiera era una Iglesia de la Uniología, el culto que idolatra a la Efigie y que cree que los Necromorfos son la prueba viviente de la existencia de la vida después de la muerte, por lo que abogan por unirse a ellos en lugar de luchar contra las criaturas y que en el pasado le ocasionaron muchos problemas.
Daina le dice a Isaac que no tiene porqué preocuparse, pues el gobierno de la Tierra no puede ejercer su autoridad dentro de la Iglesia por lo cual ella se refugió allí durante el brote de Necromorfos en la Estación, a lo que le pide a Isaac que se reúnan en lo alto de una sala de seguridad, pero al instante de ingresar, Isaac es reducido por los hombres de Daina quien luego se revela como una agente de la secta de la Uniología que fuera enviada por el culto a recuperar a Clarke, declarando que el propio Isaac es el responsable de la construcción de la nueva Efigie que se encuentra en la Estación Espacial la cual está causando la infección actual, y que la Iglesia necesita la información almacenada dentro de su cerebro para construir muchas más de estas Efigies para esparcir esa infección por todo el universo, pues para los Uniólogos, la infección de los Necromorfos es el primer paso para alcanzar la llamada convergencia que ellos consideran como divina para su creencia religiosa. Por lo que se disponen a llevarse a Clarke en un transbordador que se encuentra esperándolos fuera del edificio, pero en ese mismo instante son asaltados por una nave militar del Gobierno Terrestre que ha seguido a Clarke hasta el lugar, y la cual al efectuar su ataque disparando, destruye el transbordador, mata a Daina Le Guin y también a los dos guardias que sostienen a Clark, permitiéndole con ello escapar una vez más.

Después de la traición de Daina, y luego de sobrevivir a un encuentro mortal con un Necromorfo gigante que lo persigue, Isaac es contactado otra vez por Stross quien insiste en que ambos pueden destruir la Efigie y que si está dispuesto a colaborar con él, es posible que Clarke pueda escapar de los efectos de las alucinaciones inducidas sobre su novia fallecida las cuales se activaron desde que tomó conciencia gracias a una máquina que sirve a este propósito y que también podría ayudar a Stross a escapar de sus propias alucinaciones. Isaac desanimado, acepta la propuesta de Stross el cual le indica que su objetivo se encuentra localizado en la sección gubernamental de la estación espacial. Mientras continúa su recorrido, Isaac conoce a otra sobreviviente del brote, una mujer que trabaja como piloto y miembro del personal de El Eje. Su nombre es Ellie Langford y aunque al comienzo se muestra desconfiada y hostil hacia Clarke, después accede a unirse a él y a Stross en su intento de alcanzar el sector Gubernamental gracias a sus conocimientos sobre la Estación Espacial y sus diferentes ambientes, permiten mostrar a Isaac el mejor camino a tomar hacia su objetivo, aunque esto se ve complicado por los constantes obstáculos que Hans Tiedemann les lanza todo el tiempo, para evitar que tengan éxito, pues según él les advierte, si destruyen la Efigie, no sólo interferirán con los avances en sus investigaciones, sino que también pondrán en riesgo la integridad física de la misma Estación Espacial. En su recorrido, Isaac y sus compañeros descubren que la estación ha recuperado y reparado la USG Ishimura, eliminando toda evidencia del brote psicótico, el posterior ataque de los Necromorfos, disfrazando toda la tragedia como un atentado terrorista, ocultando la verdad.
Además conforme avanza el tiempo, las alucinaciones y la demencia que tanto Isaac cómo Stross padecen, empeoran y se hacen cada vez más violentas y desgraciadamente este último sucumbe por completo a la locura, atacando a Ellie de forma inesperada y termina arrancándole un ojo, pero ella consigue defenderse y ponerlo a raya. Desafortunadamente, Isaac quien va en auxilio de Ellie al ver que no hay nada que hacer con Stross, no tiene más remedio que matarlo para detenerlo. Poco después, Isaac experimenta alucinaciones cada vez más violentas de Nicole, hasta que finalmente se da cuenta de que no puede escapar de su propio pasado y que debe de sacrificar su vida para detener a la Efigie aceptando que fue su culpa que Nicole abordara esa nave ya que Isaac se lo aconsejó por haber una vez trabajado allí. De este modo, las alucinaciones comienzan a calmarse y las apariciones de Nicole aparentemente pasan a ser más amigables.
Es así que Isaac y Ellie llegan finalmente al sector gubernamental de la estación. Allí, la pareja encuentra una nave en perfecto estado la cual Ellie hace funcionar con la intención de que ambos escapen, pero Isaac decide de todos modos cumplir con su misión o morir en el intento. Es por eso que programa la nave de forma manual para que Ellie escape sola. Desde ese punto Isaac combate por su propia cuenta no sólo con los Necromorfos sino con el personal de seguridad de la estación espacial comandado por Tiedemann para que maten a Isaac, es así que Clarke, solo y acorralado, corta la electricidad de la sección gubernamental inutilizando las defensas y desbloqueando las puertas de ingreso permitiendo de este modo que los Necromorfos que infestaron las otras secciones de la estación, entren y arrasen con todos los miembros del equipo de seguridad.
Isaac una vez más, se encuentra con la visión de Nicole que lo guía hasta donde se encuentra la máquina que los Científicos de la Estación han usado para extraer de su cerebro toda la información que mantenía allí sobre la Efigie desde su contacto con esta en Aegis VII, con la que habían sido capaces de construir la nueva Efigie y sobre la cual Stross, en medio de sus delirios, también le habló; Por lo que en ese momento Isaac debe ser capaz de accionarla por sí mismo, para poder ingresar a sectores de su propia mente que se encuentran bloqueados, pero que contienen la información restante, pero necesaria, para destruir la Efigie y también para restaurar su memoria y recuperar sus recuerdos perdidos.
Con esa información ya en sus manos, Isaac es capaz de llegar hasta un mirador desde donde se encuentra la Efigie. Isaac ve una multitud de Necromorfos rodeando a la enorme estructura. Incapaz de entender lo que está ocurriendo, Nicole en su cabeza le dice que está sucediendo lo que debe suceder: devolverlos a la vida, refiriéndose de este modo que lo que está por ocurrir es el fenómeno del que los Uniologistas hablaban en todo momento: La Convergencia. De repente se oye un sonido similar al de una sirena, se produce una fuerte onda de choque y un empuje ascendente de viento que manda a volar por los aires a todos los Necromorfos que rodeaban a la Efigie. Isaac entonces recibe una transmisión de Tiedemann quien le confirma que está ocurriendo un episodio de Convergencia, pero que no debería de suceder pues se necesitan muchos cuerpos para que ocurriera, lo cual acaba por suceder, antes de que la transmisión se corte y la onda expansiva alcance a Tiedemann matándolo aparentemente. Isaac ya sin obstáculos que se le interpongan en su camino llega a la cámara donde se encuentra almacenada la Efigie, pero es interceptado por Hans Tiedemann, quien al parecer había sobrevivido al ataque de los Necromorfos en los niveles inferiores del Sector Gubernamental y al episodio de Convergencia, quedando terriblemente desfigurado, quien llevado por la locura ataca a Isaac con un cañón de Jabalinas, pero Isaac consigue desarmarlo y matarlo finalmente.
Es aquí donde la visión de Nicole hace su última aparición, pero una vez más en un estado de ira hacia Isaac, lo que causa que esté quede inconsciente, y en ese estado, sea empujado por la visión de Nicole hacia lo profundo de su propia mente, en donde ella le revela que su única oportunidad de renacer, es absorbiendo la mente y el cuerpo de la persona que creó la nueva Efigie, por lo cual Isaac intuye que se trata de un engaño más, preparándose a combatir contra las alucinaciones violentas que en ese momento la Efigie dirige contra él, lo que en el proceso destruye la imagen de Nicole y los trazos de influencia que tiene sobre su mente, y en consecuencia, destruye materialmente también a la Efigie.
Al salir vencedor de esa última batalla en lo profundo de su propia mente y al recuperar nuevamente la conciencia, Isaac se tambalea y cae sentado en el suelo aceptando su final, pues tal como le advirtió Tiedemann, al destruirse la Efigie toda la Estación Espacial de Titan se destruye. De repente y en ese último instante, recibe una transmisión de Ellie que le indica que ha ingresado por lo que aun queda del techo de esa sección y que Clarke debe prepararse para la extracción. A regañadientes, Isaac acepta y mientras ambos escapan, dejan atrás la Estación Espacial, que estalla por completo, desapareciendo para siempre.
Al terminar los créditos únicamente se escucha una transmisión final entre un subordinado y su superior, en la que se informa que no queda nada de la Estación Espacial en Titan, a la que el subordinado se refiere como el lugar de la Efigie número 12, y que la Efigie ha sido destruida, por lo que el superior indica que "debe darse aviso a los otros sitios, para que recojan los pedazos".

## Personajes
Isaac Clarke:
Ingeniero experimentado y trastornado por los horrores vistos en el pasado. Durante toda la historia, Isaac esta solo, no tiene apoyo directo de ningún tipo y es sometido a las visiones de su novia fallecida, Nicole, que lo atormentarán a lo largo de su camino.
Ellie Langford:
Una superviviente que trabajaba en la estación cuando se desencadenaron los terribles acontecimientos. Ellie solo nos proporciona apoyo táctico y nunca contaremos con su ayuda «militar».
Nolan Stross:
Paciente del programa para investigar la Efigie. Al principio nos proporciona un poco de ayuda pero a medida que transcurre la historia se vuelve cada vez más desequilibrado y huye de sus visiones producidas por la Efigie.
Hans Tiedemann:
Director y jefe de la estación donde transcurre la historia. Es el único antagonista humano que nos encontraremos en toda la historia. Jefe del programa de investigación de la Efigie, utiliza las mentes de sujetos como Isaac Clarke o Nolan Stross para obtener valiosa información que le permita llevar a cabo la reconstrucción del misterioso objeto que desencadenó los acontecimientos en Aegis VII.

## Severed
Severed es una expansión en formato DLC de Playstation Network.
Se fija tres años después de los acontecimientos de Dead Space: Extraction , y poco antes de las de Dead Space 2 Gabe Weller ahora trabaja para la Seguridad Expansión . Durante un patrullaje en las Minas de Titán , el brote Necromorph se desató . Gabe luego tiene que luchar su camino a través de la dispersión , encontrar Lexine y escapar de la estación infestada. La historia de Gabe corre paralela a las experiencias de Isaac Clarke en Dead Space 2; esto se puede ver en toda Severed como Gabe se topa con los restos de varias batallas de Isaac .
Tras el primer encuentro de Gabe con el brote Necromorfo en las Minas de Titán y la muerte de la mayor parte de su equipo de patrulla , Gabe es capaz de ponerse en contacto con Lexine para advertirle del brote. Después se transfiere su advertencia de emergencia , Gabe hace su camino a través de las minas , que pasa a través de muchas áreas que serán visitados por Isaac Clarke . Durante este , recibe una transmisión de la Directora Tiedemann ordenando a todos los equipos de seguridad que sobreviven para fregar la instalación y eliminar todos los temas clave .
Una vez Gabe finalmente llega a la salida Titan Minas , que se dispararon contra su superior , Victor Bartlett , quien se encuentra en una cañonera . Tras el lanzamiento de botes de explosivos en el helicóptero de combate , Gabe es capaz de obligar a Victor a retirarse. Gabe entonces exige una respuesta para acto aparentemente al azar de su comandante de la violencia que lleva a la revelación de que la esposa de Gabe Lexine está en la lista de temas clave para terminar a causa de su participación en el " programa de Oracle " , que tiene algo que ver con la reciente embarazo de Lexine .
Con renovado vigor , Gabe llega al hospital en un helicóptero de combate para tratar de llegar a Lexine antes de su oficial superior puede llegar a ella. Gabe es finalmente capaz de hacerlo a través del Hospital de la sala de psiquiatría solo para descubrir Victor está desactivado por dos Unitologistas dicen tener órdenes de capturar Lexine en estudio.
Gabe persigue a los dos hombres a un barco atracado , donde Lexine escapa en el barco , mientras que sus dos secuestradores se transforman en Necromorfos . Una vez Gabe despacha las amenazas , él y Lexine intente hacer su escape , pero encuentran el conductor de aire bloqueado y sólo se puede acceder desde una consola hackeable cerca de la nave . Como Gabe intenta hackear la esclusa de aire , Victor le tiende una emboscada con una granada .
Después de una lucha rápida , explota la granada , matando a Víctor y dejando a Gabe gravemente heridos con las dos piernas ido . Durante sus últimos momentos , tira los cuatro fusibles cámaras herméticas, permitiendo a Lexine y a su hijo por nacer escapar . Izquierda detrás de la estación , Gabe , después de despedirse , sucumbe a sus heridas . Un epílogo revela el cuerpo de Gabe se ha tomado para el estudio , mientras que el paradero de Lexine son desconocidos.

## Multijugador
El multijugador de Dead Space 2 está enfocado en un modo cooperativo con el fin de lograr los objetivos establecidos en cada uno de los mapas. Por un lado están los humanos los cuales necesitan cumplir con la misión asignada, como son: Escapar del USG Ishimura, evitar la propagación de los necromorfos, entre otros. Y por el otro lado están los necromorfos que debe evitar que los humanos cumplan su objetivo. Al finalizar cada partida cada uno de los jugadores acumulará puntos los cuales les permitirá desbloquear un nuevo arsenal de armas y trajes. El modo multijugador a medida que subimos de nivel, conseguiremos nuevos trajes nuevas armas para los humanos y nuevas habilidades para los necromorfos.

## Recepción
Dead Space 2 ha recibido críticas positivas. Diferentes revista y reseñas lo han catalogado como el mejor Horror de supervivencia entre Resident Evil y Silent Hill. GamesRadar, GameSpot, también el director creativo del juego, Wright Bagwell, dijo que Dead Space es muy similar a Resident Evil: "Hay una historia interesante de Dead Space y Dead Space 2, que es que cuando se inició la construcción de Dead Space, que básicamente se inició con un conjunto mecánico que fue muy similar a Resident Evil 4. "a la gente en el equipo eran realmente enormes fans de ese juego. ".

## Dead Space 3
Electronic Arts confirmó la tercera entrega de Dead Space. La historia Dead Space 3 es idéntica tanto en el modo para un jugador como en el cooperativo, con la excepción de que en el último hay un segundo superviviente junto a Isaac. La cooperación será importante para superar obstáculos y resolver puzles y podrán intercambiar munición y armas y curarse entre ellos (pero no revivirse). La muerte implica volver al último punto de control. Isaac, a pesar de tener un compañero a su lado, seguirá padeciendo fuertes problemas psicológicos, incluso se especula con que el segundo jugador podría ser imaginario, producto de su mente enferma. En cuanto a nuevas mecánicas de juego, se afirma que Isaac podrá usar coberturas y rodar para esquivar ataques. La telequinesia nos permite rotar objetos y las armas han sido mejoradas con un nuevo modo de disparo alternativo. Además Isaac se encontrará por primera vez con enemigos humanos y tendrá que lidiar con peligros ambientales. La historia estará situada en un planeta helado como se había rumoreado en distintos post anteriormente. El sitio official www.deadspacegame.com ha presentado un video en el que se muestra uno de los personajes nuevos presenciando la invasión necromorfa.